# Louis André Delenne
Louis André Delenne, né le 8 mai 1761 à Nîmes (Gard), mort le 16 décembre 1838 à Steinbourg (Bas-Rhin), est un militaire français de la Révolution et de l’Empire.

## États de service
Il entre en service le 6 juin 1778, comme soldat dans le régiment de Bourbon, il passe caporal le 29 juin 1782, et fourrier le 29 juillet 1783. De 1781 à 1783, il fait les campagnes sur mer. Il est nommé sergent-major le 1er avril 1792, et adjudant le 26 décembre suivant. Il fait les guerres de 1792 à l’an II à l’armée du Nord.
Lieutenant le 26 octobre 1793, il entre avec le 2e bataillon du 56e régiment d’infanterie, dans la 112e demi-brigade de bataille, devenue 88e régiment de ligne à l’organisation de l’an IV.  Il reçoit son brevet de capitaine adjudant-major le 20 avril 1794, et passe à l’armée de Sambre-et-Meuse, à laquelle il reste attaché pendant les guerres de l’an III et de l’an IV.
Envoyé à l’armée d’Italie en l’an V, il embarque le 30 mai 1798, pour la campagne d’Égypte et de Syrie. Il est nommé chef de bataillon le 5 novembre 1800, et le 21 mars 1801, il est blessé d’un coup de feu à la tête et d’un coup de sabre à la joue gauche devant Alexandrie.
De retour en France en novembre 1801, il tient garnison à Phalsbourg pendant les ans X et XI. Employé au camp de Saint-Omer et de Saintes en l’an XII et en l’an XIII, il est nommé major au 26e régiment d’infanterie de ligne le 23 décembre 1803. Il est fait chevalier de la Légion d’honneur le 25 mars 1804.
À la création des légions de réserve, il occupe le 30 avril 1807, un emploi de son grade dans la 3e légion. Il fait avec ce corps la campagne d’Espagne, et le 22 juillet 1808, il se trouve compris dans la capitulation de Bailén. Acheminé jusqu'à Cadix et gardé sur des pontons, il est transféré en 1810 en Angleterre. Nommé colonel du 26e régiment d’infanterie de ligne le 13 juillet 1808, il n’a pu prendre le commandement de son régiment, du fait de sa captivité.
Rentré en France le 1er février 1814, il est employé comme colonel au 85e régiment d’infanterie de ligne  à la réorganisation de l’armée, et il reçoit la croix d’officier de la légion d’honneur le 24 août 1814, et celle de chevalier de Saint-Louis à la même époque. Il est admis à la retraite le 25 mai 1815.
Il meurt le 16 décembre 1838, à Steinbourg.

## Sources
- A. Lievyns, Jean Maurice Verdot, Pierre Bégat, Fastes de la Légion-d'honneur, biographie de tous les décorés accompagnée de l'histoire législative et réglementaire de l'ordre, Tome 4, Bureau de l’administration, 1844, 640 p. (lire en ligne), p. 323.
- « Cote LH/709/51 », base Léonore, ministère français de la Culture
- Adrien Pascal, Histoire de l'armée et de tous les régiments depuis les premiers temps de la monarchie française jusqu'à nos jours Volume 3, imprimerie Dutertre, 1860, p. 222.
- Alain Chappet, Roger Martin et Alain Pigeard, Le Guide Napoléon : 4 000 lieux de mémoire pour revivre l'épopée, Éditions Tallandier, 2005, p. 275.